# Souflí
Souflí (en grec moderne : Σουφλί, en turc : Sofulu) est une localité grecque dépendant du district régional d'Évros. Selon le recensement de 2021, la petite ville compte 3 210 habitants. Souflí est le siège du dème du même nom.
Elle est située à proximité immédiate du fleuve Évros qui sépare la Grèce de la Turquie d'Europe, à 65 km au nord-est d'Alexandroúpoli et à 50 km au sud d'Orestiáda. Elle est réputée aujourd'hui encore pour ses soieries et constitue l'une des localités du parc national de Dadiá-Lefkími-Souflí.
La localité obtient en 2021 le label Meilleurs villages touristiques de l'Organisation mondiale du tourisme.